# توم أماندس
توم أماندس (بالإنجليزية: Tom Amandes)‏ مواليد 9 مارس 1959 في إلينوي، الولايات المتحدة، هو ممثل ومخرج أمريكي بدأ مسيرته الفنية سنة 1987.

## الأعمال

### مسلسلات
| السنة | العمل                                | الدور        |
| ----- | ------------------------------------ | ------------ |
| 1994  | ميرفي براون                          |              |
| 1998  | إي آر                                | ديفيد جاردنر |
| 1999  | أطلق الرصاص علي!                     | مات بنتلي    |
| 1999  | جاغ                                  |              |
| 2001  | إن واي بي دي بلو                     |              |
| 2002  | مباشر من بغداد                       |              |
| 2006  | نمبرز                                |              |
| 2007  | اكبح حماسك                           | بيرت         |
| 2008  | بوسطن ليغال                          |              |
| 2008  | ايلي ستون                            |              |
| 2009  | غريز أناتومي                         | توم والر     |
| 2012  | فضيحة                                |              |
| 2013  | دونت تراست ذا بي---- إن أبارتمينت 23 |              |
| 2013  | كاسل                                 | آرون ستوكس   |
| 2015  | أم                                   | ريتشارد      |
| 2015  | الانتقام                             |              |
| 2016  | السهم                                |              |

## روابط خارجية
- توم أماندس على موقع IMDb (الإنجليزية)
- توم أماندس على موقع ألو سيني (الفرنسية)
- توم أماندس على موقع أول موفي (الإنجليزية)
- توم أماندس على موقع قاعدة بيانات الأفلام السويدية (السويدية)
- توم أماندس على موقع إن إن دي بي (الإنجليزية)
- توم أماندس على موقع قاعدة بيانات الفيلم (الإنجليزية)
- توم أماندس على موقع كينوبويسك (الروسية)